# Tortor dorrigensis
Tortor dorrigensis är en insektsart som beskrevs av Evans 1938. Tortor dorrigensis ingår i släktet Tortor och familjen dvärgstritar. Inga underarter finns listade i Catalogue of Life.